# Из России с любовью
«Из России с любовью» (англ. From Russia with Love) — второй фильм о британском шпионе Джеймсе Бонде. Экранизация одноимённого романа Яна Флеминга. Роль агента 007 во второй раз исполнил Шон Коннери, его русской девушки Татьяны Романовой — итальянка Даниэла Бианки.

## Сюжет
Террористическая организация СПЕКТР хочет отомстить за гибель Доктора Ноу на Ямайке и готовит план по ликвидации агента MI6 Джеймса Бонда, причастного к смерти Ноу. Стратегию разрабатывают Эрнест Ставро Блофельд («номер первый»), Роза Клебб («номер третий») и чехословацкий шахматист Кронштейн («номер пятый»), заодно ставя цель ухудшить отношения СССР и Великобритании. Им необходимо похитить советскую машину «Лектор» для дешифровки и попутно избавиться от Бонда. Во главе операции становится Роза Клебб, полковник советской разведки, о работе которой на СПЕКТР не знает почти никто из советских лиц. В качестве исполнителя она выбирает многократно судимого ирландца-психопата Дональда «Реда» Гранта: на тренировке он успешно выполняет учебное задание, удушив подставного "Бонда" гарротой. Грант должен будет сделать всё, чтобы Бонд доставил «Лектор» по адресу, а затем уничтожить своего «подопечного». В качестве приманки и "напарницы" для Джеймса Бонда Роза Клебб также привлекает сотрудницу советского консульства в Турции Татьяну Романову, скрывая от неё истинные цели операции.
В Лондоне M узнаёт от своей турецкой резидентуры (Станция «Т») в Стамбуле о том, что некая Романова нуждается в помощи для эмиграции в Англию в обмен на предоставление британской разведке аппарата для дешифровки «Лектор». Предупреждая Бонда, что это практически наверняка ловушка, M даёт ему добро на участие в операции. Q передаёт Бонду чемодан со множеством полезных вещей: замаскированный нож, 50 золотых соверенов, баллончик со слезоточивым газом и снайперскую винтовку ArmaLite AR-7. В Стамбуле Бонд встречается с главой турецкой резидентуры Али Керим Беем — бывшим цирковым артистом, ныне многодетным отцом. За ними следит пара болгарских разведчиков, шпионящих для СССР, пока Керим Бей в свою очередь шпионит за ними, поддерживая статус кво. Но Грант, оказавшись в Стамбуле, убивает одного из этих болгар. Пока Бонд выбирает себе номер в гостинице, на Керим Бея кто-то совершает покушение в его же доме, взрывая бомбу на внешней стороне стены, рядом с его рабочим столом. Керим Бей выживает, незадолго до этого отойдя от своего стола, и на встрече с Бондом через систему подземных старинных цистерн приводит его под здание советского консульства, где они в перископ наблюдают за очередным разносом, который советское руководство устраивает сотрудникам — в их числе некий болгарин Крыленко, которого Советская сторона и ранее использовала как убийцу. Также на этом совещании Бонд впервые замечает Татьяну Романову.
Керим и Бонд отправляются в селение выступающих осведомителями Керима цыган, где веселятся и даже становятся свидетелем драки двух цыганских девушек, которые не могут поделить парня, сына цыганского барона. Однако в разгар веселья на селение нападает банда болгар, ведомая Крыленко, — очевидно, в повторной попытке покушения на Керима. Бонд помогает цыганам отбить атаку бандитов и спасает от смерти вожака цыган; в благодарность тот называет его своим сыном и позволяет самому разрешить спор дравшихся девушек. На следующий день раненный в руку Керим вместе с Бондом подстерегает Крыленко и расправляется с ним, подстрелив его из винтовки. Джеймс, возвращаясь в свой гостиничный номер, неожиданно наконец встречает там Татьяну Романову и проводит ночь с ней вместе. Утром Татьяна обещает предоставить план советского консульства и предлагает встретиться в соборе Святой Софии, где Грант убивает второго болгарского шпиона, чтобы помешать ему перехватить послание. Керим убеждён, что и взрыв бомбы в номере, и убийство болгарина не похожи на действия советской разведки. На очередной встрече Татьяна на диктофон сообщает сведения о "Лекторе", временами отвлекаясь на те чувства, которые она испытывает к Джеймсу. Благодаря имеющемуся плану здания Бонд проникает в советское консульство, под прикрытием устроенного ими там взрыва: в результате начинается паника, которой Бонд пользуется, чтобы завладеть «Лектором» и покинуть здание с Татьяной и Керимом, ожидавшим их в системе цистерн. Все трое успевают сесть на отправляющийся «Восточный экспресс». Джеймс и Татьяна получают новые паспорта, чтобы прибыть в Англию под видом молодожёнов. Однако на поезд сел и советский шпион Бенц, засёкший их на вокзале — герои нейтрализуют его и Керим остаётся его сторожить, но на поезде прячется и Грант.
По плану поезд должен был остановиться в какой-то момент, чтобы Керим и Бонд сошли с него и встретились с человеком Керима для продолжения своей операции. Однако Бонд обнаруживает, что Керим и Бенц убиты, а поезд едет дальше без остановки, пересекая югославскую границу. В Белграде Бонд встречается с одним из сыновей Керима и сообщает правду о гибели отца и просит его выполнить роль связного. В Загребе Бонда должен встретить некто капитан Нэш, однако Грант расправляется с ним и выдаёт себя за Нэша. На ужине Грант подсыпает в вино Татьяне снотворное, а затем в купе обезоруживает Бонда и раскрывает ему правду о том, на кого работал, — Керим и Бенц погибли от его рук, а теперь Грант, забрав «Лектор», собирается подстроить смерть Бонда и Татьяны. Кроме того, он угрожает подбросить скандальную плёнку с записью ночи, проведённой Джеймсом и Татьяной в номере отеля, а также сфабрикованное письмо, якобы написанное Татьяной Романовой, в котором она требует от Джеймса жениться на ней, что разрушит репутацию британской разведки. Однако Бонд находит возможность спровоцировать антагониста на драку (в которой Бонду помогает его чемоданчик «с хитростями») и расправляется с ним, ударив ножом и потом задушив Гранта его же удавкой.
С полусонной Татьяной Бонд сбегает с поезда, когда он останавливается на переезде. Они захватывают грузовик, помешавший поезду, вышвырнув из кабины водителя, а затем угоняют катер. За ними гонятся наёмники СПЕКТРа то на вертолёте, то на катерах, но Бонд расправляется с ними. «Номер первый» устраивает разнос Клебб и Кронштейну за провал задания; неожиданно, наказание обрушивается на последнего: его убивают отравленным тычковым ножом, скрытым в обуви одного из людей СПЕКТРА. Клебб предоставляется шанс исправить ошибки и вернуть «Лектор». Тем временем Джеймс и Татьяна оказываются уже в Венеции, откуда собираются лететь в Лондон. Клебб под видом горничной пытается украсть «Лектор», но когда сделать это незаметно не удаётся, она приказывает Татьяне забрать аппарат самой, а сама вступает в бой с Бондом, обнаруживая в своей обуви такой же смертоносный нож, каким убили Кронштейна… Но Татьяна, вместо того чтобы подчиниться, убивает Розу Клебб выстрелом, тем самым срывая все планы СПЕКТРа. В завершающей сцене Татьяна и Джеймс плывут на лодке по каналам Венеции. Джеймс, улучив момент, выкидывает плёнку СПЕКТРа в воду, обещая Татьяне на практике продемонстрировать её содержание.

## В ролях
| Актёр                | Роль                                                                 |
| -------------------- | -------------------------------------------------------------------- |
| Шон Коннери          | Джеймс Бонд                                                          |
| Даниела Бианки       | Татьяна Романова (озвучивает: Барбара Джеффорд)                      |
| Педро Армендарис     | Али Керим Бей                                                        |
| Роберт Шоу           | Ред Грант                                                            |
| Лотте Ленья          | Роза Клебб                                                           |
| Владек Шейбал        | Кронштейн                                                            |
| Бернард Ли           | M                                                                    |
| Десмонд Ллевелин     | майор Бутройт                                                        |
| Юнис Гейсон          | Сильвия Тренч (озвучивает: Барбара Джеффорд)                         |
| Уолтер Готелл        | Морцени                                                              |
| Джордж Пэстелл       | кондуктор в поезде                                                   |
| Лоис Максвелл        | мисс Манипенни                                                       |
| Невилл Джейсон       | шофёр Керима                                                         |
| Энтони Доусон (тело) | Эрнст Ставро Блофельд в титрах не указан, (озвучивает: Эрик Полманн) |

## Создание
Идея экранизировать роман Яна Флеминга «Из России с любовью» возникла после того, как президент США Джон Кеннеди признал книгу одним из своих любимых произведений. Картина «Из России с любовью» стала последним фильмом, который Кеннеди увидел перед своей смертью в Далласе. После кассового успеха первой экранизации про Джеймса Бонда «Доктор Ноу» студия United Artists дала второму фильму зелёный свет. Гонорар актёра Шона Коннери вырос с первоначальных $ 54 000 до $ 100 000. Производственный бюджет решили удвоить, и студия EON Productions получила $ 2 млн на съёмки.

## Музыка
Подробнее см. в статье «From Russia with Love (soundtrack)» в английском разделе.
Главная тема — песня «From Russia with Love» в исполнении Мэтта Монро.

## Награды
- 1964 год — Премия «BAFTA» за лучшую операторскую работу в британском цветном фильме — Тед Мур.
- 1963 год — Награда Британского общества кинематографистов (British Society of Cinematographers) «Best Cinematography Award» за лучшую операторскую работу — Тед Мур.
- 1965 год — номинация на премию «Золотой глобус» США в категории лучшая песня к кинофильму. За песню «From Russia with Love».
- 1965 год — «Golden Laurel» (Laurel Awards) 2-е место за лучший фильм в категории боевиков.
- 1965 год — «Golden Laurel» (Laurel Awards) 3-е место за женскую роль второго плана — Лотта Ленья (Роза Клебб).
- 2004 год — номинация на «Golden Satellite Award» за лучший выпуск классики на DVD. (Также за фильмы «Шаровая молния» 1965 г.; «Живешь только дважды» 1967 г.; «Бриллианты навсегда» 1971 г.). Джеймс Бонд — DVD-коллекция.

## Компьютерная игра
В 2005 году по мотивам фильма вышла компьютерная игра, примечательная тем, что Шон Коннери вернулся к роли Джеймса Бонда как актёр озвучивания.